# HK Titan Kline
Ne pas confondre avec le club de football du même nom.
Le HK Titan - en russe : ХК Титан - est un club de hockey sur glace de Kline en Russie. Il évolue dans la VHL, le deuxième échelon russe.

## Historique
Le club est créé en 1991 .

## Palmarès
- Aucun titre.